# کفر فالوس
کفر فالوس (به عربی: کفرفالوس) یک منطقهٔ مسکونی در لبنان است که در شهرستان جزین واقع شده‌است. کفر فالوس ۷٫۰۴ کیلومتر مربع مساحت دارد ۴۱۰ متر بالاتر از سطح دریا واقع شده‌است.